# Heliga Treenighetens kyrka, Lomnoje
Heliga Treenighetens kyrka (ryska: Свято-Троицкий храм; translitteration: Svjato-Troitskij hram; kyrkslaviska: Свѧ́то-Троицкїй хра́мъ) är en rysk-ortodox kyrkobyggnad belägen i byn Lomnoje, i distriktet Grayjvoronskyj i Belgorod oblast, i västra Ryssland.
Kyrkan är helgad åt Treenigheten och tillhör Belgorods stift.

## Historik
Heliga Treenighetens kyrka i Lomnoje byggdes år 1907 på bekostnad av de lokala församlingsmedlemmarna.